# Baza (provincie Granada)
Baza je město nacházející se v autonomním společenství Andalusie, v provincii Granada, ve Španělsku. Žije zde přibližně 21 tisíc obyvatel.

## Partnerská města
- Edchera, Západní Sahara

## Vývoj počtu obyvatel
Počet obyvatel